# Kiyokazu Kudo
Kiyokazu Kudo (久藤 清一 Kudo Kiyokazu?), född 21 juni 1974 i Hyōgo prefektur, är en japansk före detta fotbollsspelare.
Kudo började sin karriär 1998 i Júbilo Iwata. Efter Júbilo Iwata spelade han för Avispa Fukuoka och Cerezo Osaka. Med Júbilo Iwata vann han japanska ligan 1997, 1999, japanska ligacupen 1998. Han avslutade karriären 2010.